# Olympische Winterspiele 1984/Teilnehmer (Vereinigte Staaten)
| Gelbes Symbol für Goldmedaillen mit stilisierten Olympischen Ringen | Graues Symbol für Silbermedaillen mit stilisierten Olympischen Ringen | Braundes Symbol für Bronzemedaillen mit stilisierten Olympischen Ringen |
| ------------------------------------------------------------------- | --------------------------------------------------------------------- | ----------------------------------------------------------------------- |
| 4                                                                   | 4                                                                     | —                                                                       |

Die Vereinigten Staaten nahmen an den Olympischen Winterspielen 1984 in Sarajevo mit einer Delegation von 107 Athleten (77 Herren, 30 Damen) teil. Der Rennrodler Frank Masley wurde als Fahnenträger für die Eröffnungsfeier ausgewählt.

## Teilnehmer nach Sportarten

### Biathlon
Herren:
- Bill Carow
10 km: 20. Platz
4 × 7,5 km: 11. Platz
- Glen Eberle
20 km: 33. Platz
- Martin Hagen
20 km: 53. Platz
- Lyle Nelson
20 km: 26. Platz
4 × 7,5 km: 11. Platz
- Donald Nielsen Jr.
10 km: 42. Platz
4 × 7,5 km: 11. Platz
- Josh Thompson
10 km: 40. Platz
4 × 7,5 km: 11. Platz

### Bob
| Zweierbob: - Brent Rushlaw / James Tyler (USA I) 15. Platz - Wayne DeAtley / Frederick Fritsch (USA II) 17. Platz | Viererbob: - Tom Barnes / Joe Briski / Hal Hoye / Jeff Jost (USA I) 5. Platz - Ed Card / Frank Hansen / Brent Rushlaw / James Tyler (USA II) 16. Platz |

### Eishockey
Herren: 7. Platz
| - Marc Behrend - Scott Bjugstad - Bob Brooke - Chris Chelios - Mark Fusco - Scott Fusco - Steve Griffith - Paul Guay - John Harrington - Tom Hirsch | - Al Iafrate - David A. Jensen - David H. Jensen - Mark Kumpel - Pat LaFontaine - Bob Mason - Corey Millen - Eddie Olczyk - Gary Sampson - Phil Verchota |

### Eiskunstlauf
| Damen: - Tiffany Chin 4. Platz - Rosalynn Sumners - Elaine Zayak 6. Platz | Herren: - Brian Boitano 5. Platz - Mark Cockerell 13. Platz - Scott Hamilton | Paare: - Caitlin Carruthers / Peter Carruthers - Jill Watson / Burt Lancon 6. Platz - Lea Ann Miller / William Fauver 10. Platz | Eistanz: - Judy Blumberg / Michael Seibert 4. Platz - Carol Fox / Richard Dalley 5. Platz - Elisa Spitz / Scott Gregory 10. Platz |

### Eisschnelllauf
| Damen: - Bonnie Blair 500 m: 8. Platz - Katie Class 500 m: 10. Platz 1000 m: 17. Platz - Mary Docter 1000 m: 24. Platz 1500 m: 14. Platz 3000 m: 6. Platz - Jane Goldman 1500 m: 17. Platz 3000 m: 12. Platz - Connie Paraskevin-Young 500 m: 13. Platz - Lydia Stephans 1000 m: 13. Platz - Nancy Swider-Peltz 1500 m: 18. Platz 3000 m: 10. Platz | Herren: - Erik Henriksen 500 m: 20. Platz 1000 m: 11. Platz 1500 m: 21. Platz - Mark Huck 5000 m: 35. Platz - Dan Jansen 500 m: 4. Platz 1000 m: 16. Platz - Mark Mitchell 1500 m: 33. Platz 5000 m: 21. Platz 10.000 m: 21. Platz - Nick Thometz 500 m: 5. Platz 1000 m: 4. Platz 1500 m: 14. Platz - Mike Woods 5000 m: 12. Platz 10.000 m: 7. Platz |

### Rodeln
| Damen: - Toni Damigella 20. Platz - Theresa Riedl 19. Platz - Bonny Warner 15. Platz | Herren: - David Gilman 17. Platz - Frank Masley 14. Platz - Timothy Nardiello 21. Platz | Doppelsitzer: - Doug Bateman / Ronald Rossi 9. Platz - Ray Bateman, Jr. / Frank Masley 13. Platz |

### Ski Alpin
| Damen: - Debbie Armstrong Abfahrt: 21. Platz Riesenslalom: - Christin Cooper Riesenslalom: Slalom: DNF - Holly Flanders Abfahrt: 16. Platz - Maria Maricich Abfahrt: 19. Platz - Tamara McKinney Riesenslalom: 4. Platz Slalom: DNF - Cindy Nelson Riesenslalom: 18. Platz | Herren: - Bill Johnson Abfahrt: - Doug Lewis Abfahrt: 24. Platz - Phil Mahre Riesenslalom: 8. Platz Slalom: - Steve Mahre Riesenslalom: 17. Platz Slalom: - Tiger Shaw Riesenslalom: DNF Slalom: DNF |

### Ski Nordisch

#### Langlauf
| Damen: - Susan Long 5 km: 38. Platz 10 km: 32. Platz 20 km: 28. Platz 4 × 5 km: 7. Platz - Kelly Milligan 20 km. 37. Platz - Judy Rabinowitz 5 km: 30. Platz 10 km: 26. Platz 20 km: 27. Platz 4 × 5 km: 7. Platz - Patricia Ross 5 km: 40. Platz 10 km: 39. Platz 4 × 5 km: 7. Platz - Lynn Spencer-Galanes 5 km: 27. Platz 10 km: 40. Platz 20 km: 33. Platz 4 × 5 km: 7. Platz | Herren: - Todd Boonstra 15 km: 54. Platz - Kevin Brochman 30 km: 47. Platz - Tim Caldwell 15 km: 39. Platz 4 × 10 km: 8. Platz - Audun Endestad 50 km: 18. Platz - Jim Galanes 30 km: 36. Platz 50 km: 31. Platz 4 × 10 km: 8. Platz - Bill Koch 15 km: 27. Platz 30 km: 21. Platz 50 km: 17. Platz 4 × 10 km: 8. Platz - Dan Simoneau 15 km: 18. Platz 30 km: 29. Platz 50 km: 26. Platz 4 × 10 km: 8. Platz |

#### Nordische Kombination
Herren:
- Pat Ahern
Einzel: 17. Platz
- Kerry Lynch
Einzel: 13. Platz
- Mike Randall
Einzel: 28. Platz

#### Skispringen
Herren:
- Landis Arnold
Normalschanze: 28. Platz
- Jeff Hastings
Normalschanze: 9. Platz
Großschanze: 4. Platz
- Mike Holland
Normalschanze: 41. Platz
Großschanze: 37. Platz
- Dennis McGrane
Normalschanze: 33. Platz
Großschanze: 53. Platz
- Reed Zuehlke
Großschanze: 29. Platz